# Роберт Берич
Роберт Берич (словен. Robert Berič, нар. 17 червня 1991, Кршко) — словенський футболіст, нападник американського «Чикаго Файр» та національної збірної Словенії.
Виступав, зокрема, за клуби «Марибор», «Штурм» (Грац), «Рапід» (Відень) та «Сент-Етьєн».
Триразовий володар Кубка Словенії. Триразовий чемпіон Словенії. 

## Клубна кар'єра
У дорослому футболі дебютував 2006 року виступами за команду клубу «Кршко», в якій провів два сезони, взявши участь у 23 матчах чемпіонату. 
Протягом 2008—2010 років захищав кольори команди клубу «Інтерблок».
Своєю грою за останню команду привернув увагу представників тренерського штабу клубу «Марибор», до складу якого приєднався 2010 року. Відіграв за команду з Марибора наступні три сезони своєї ігрової кар'єри. Більшість часу, проведеного у складі «Марибора», був основним гравцем атакувальної ланки команди.
У 2013 році уклав контракт з клубом «Штурм» (Грац), у складі якого провів наступний рік своєї кар'єри гравця. Граючи у складі «Штурма» також здебільшого виходив на поле в основному складі команди.
До складу клубу «Рапід» (Відень) приєднався 2014 року. У віденському клубі відзначився високою результативністю, забивши 30 голів у 38 матчах чемпіонату та ставши другим найкращим бомбардиром Бундесліги 2014—2015.
31 серпня 2015 Берич перейшов до французького «Сент-Етьєна», який заплатив за словенця близько мільйонів євро. Дебют у французькому клубі був доволі успішним: 10 матчів у стартовому складі, 5 забитих м'ячів. Однак 8 листопада 2015 в дербі проти «Ліона» Жордан Феррі завдав Феррі важкої травми: розрив хрестоподібних зв'язок коліна та півроку відновлення. Сезон 2016/17 після травми був менш успішним: 6 голів у 22 матчах та кілька травм.
Влітку 2017 новий тренер клубу Оскар Гарсія вирішив, що профіль Берича, який добре грає в повітрі, не вписується в його плани. 30 серпня Берич був відданий в річну оренду до бельгійського «Андерлехта». Однак він так і не заграв у клубі з передмістя Брюсселя, провівши лише 156 хвилин за півроку. В січні 2018 новий тренер «Сент-Етьєна» Жан-Луї Гассе вирішив припинити невдалу оренду Берича, і той став основним нападником команди. Загалом за чотири з половиною роки провів 104 офіційних матчі за клуб, у яких забив 34 голи.
18 січня 2020 перейшов до клубу MLS «Чикаго Файр». Вартість трансферу склала 2 мільйони євро.

## Виступи за збірні
Протягом 2010–2012 років залучався до складу молодіжної збірної Словенії. На молодіжному рівні зіграв у 13 офіційних матчах, забив 4 голи.
У 2013 році дебютував в офіційних матчах у складі національної збірної Словенії. Станом на 10 лютого 2020 провів у формі головної команди країни 25 матчі, забив 2 голи.
| Дата       | Місто      | Господарі          | Результат | Гості                | Турнір                               | Голи | Примітки |
| ---------- | ---------- | ------------------ | --------- | -------------------- | ------------------------------------ | ---- | -------- |
| 14-11-2012 | Скоп'є     | Північна Македонія | 3 – 2     | Словенія             | товариський матч                     | -    | 75'      |
| 6-2-2013   | Любляна    | Словенія           | 0 – 3     | Боснія і Герцеговина | товариський матч                     | -    | 72'      |
| 19-11-2013 | Целє       | Словенія           | 1 – 0     | Канада               | товариський матч                     | -    | 67'      |
| 18-11-2014 | Любляна    | Словенія           | 0 – 1     | Колумбія             | товариський матч                     | -    | 67'      |
| 27-3-2015  | Любляна    | Словенія           | 6 – 0     | Сан-Марино           | Відбір до ЧЄ 2016                    | -    | 72'      |
| 30-3-2015  | Доха       | Катар              | 1 – 0     | Словенія             | товариський матч                     | -    | 46'      |
| 8-9-2015   | Марибор    | Словенія           | 1 – 0     | Естонія              | Відбір до ЧЄ 2016                    | 1    | 77'      |
| 9-10-2015  | Любляна    | Словенія           | 1 – 1     | Литва                | Відбір до ЧЄ 2016                    | -    | 62'      |
| 12-10-2015 | Серравалле | Сан-Марино         | 0 – 2     | Словенія             | Відбір до ЧЄ 2016                    | -    | 46'      |
| 30-5-2016  | Мальме     | Швеція             | 0 – 0     | Словенія             | товариський матч                     | -    | 60'      |
| 5-6-2016   | Любляна    | Словенія           | 0 – 1     | Туреччина            | товариський матч                     | -    | 46'      |
| 4-9-2016   | Вільнюс    | Литва              | 2 – 2     | Словенія             | Відбір до ЧС 2018                    | -    | 46'      |
| 26-3-2017  | Глазго     | Шотландія          | 1 – 0     | Словенія             | Відбір до ЧС 2018                    | -    | 69'      |
| 10-6-2017  | Любляна    | Словенія           | 2 – 0     | Мальта               | Відбір до ЧС 2018                    | -    | 64'      |
| 23-3-2018  | Клагенфурт | Австрія            | 3 – 0     | Словенія             | товариський матч                     | -    | 46'      |
| 27-3-2018  | Любляна    | Словенія           | 0 – 2     | Білорусь             | товариський матч                     | -    | 77'      |
| 9-9-2018   | Нікосія    | Кіпр               | 2 – 1     | Словенія             | Ліга націй УЄФА 2018-2019 - 1-й етап | 1    | 83'      |
| 16-10-2018 | Любляна    | Словенія           | 1 – 1     | Кіпр                 | Ліга націй УЄФА 2018-2019 - 1-й етап | -    |          |
| 16-11-2018 | Любляна    | Словенія           | 1 – 1     | Норвегія             | Ліга націй УЄФА 2018-2019 - 1-й етап | -    | 69'      |
| 24-3-2019  | Любляна    | Словенія           | 1 – 1     | Північна Македонія   | Відбір до ЧЄ 2020                    | -    | 71'      |
| 7-6-2019   | Клагенфурт | Австрія            | 1 – 0     | Словенія             | Відбір до ЧЄ 2020                    | -    | 78'      |
| 10-6-2019  | Лієпая     | Латвія             | 0 – 5     | Словенія             | Відбір до ЧЄ 2020                    | -    |          |
| 6-9-2019   | Любляна    | Словенія           | 2 – 0     | Польща               | Відбір до ЧЄ 2020                    | -    | 90+1'    |
| 10-10-2019 | Скоп'є     | Північна Македонія | 2 – 1     | Словенія             | Відбір до ЧЄ 2020                    | -    | 79'      |
| 13-10-2019 | Любляна    | Словенія           | 0 – 1     | Австрія              | Відбір до ЧЄ 2020                    | -    | 69'      |
| Усього     |            | Матчів             | 25        |                      | Голів                                | 2    |          |

## Титули і досягнення
- Чемпіон Словенії (3):

«Марибор»: 2010-11, 2011-12, 2012-13
- Володар Кубка Словенії (3):

«Інтерблок»: 2008-09
«Марибор»: 2011-12, 2012-13
- Володар Суперкубка Словенії (2):

«Інтерблок»: 2008
«Марибор»: 2012